# 兴隆场镇
兴隆场镇，是中华人民共和国湖南省湘西土家族苗族自治州泸溪县下辖的一个乡镇级行政单位。

## 行政区划
兴隆场镇下辖以下地区：
兴隆场社区、甘田坪村、都里坪村、武堰村、得堡村、锡瓦村、五里坪村、彭总管村、烂泥田村、岩坡村和巴斗山村。